# El Guanal
El Guanal är en ort i Mexiko.   Den ligger i kommunen Huimanguillo och delstaten Tabasco, i den sydöstra delen av landet, 600 km öster om huvudstaden Mexico City. El Guanal ligger 28 meter över havet och antalet invånare är 455.
Terrängen runt El Guanal är mycket platt. Runt El Guanal är det ganska glesbefolkat, med 43 invånare per kvadratkilometer. Närmaste större samhälle är Francisco Rueda, 9,7 km väster om El Guanal. Trakten runt El Guanal består till största delen av jordbruksmark.